# Walter Erdmann (Rechtswissenschaftler)
Walter Erdmann (* 1. Juli 1882 in Ehrenbreitstein; † 27. Januar 1955 in Berlin) war ein deutscher Rechtswissenschaftler.

## Leben und Werk
Walter Erdmann, der Sohn eines Offiziers, besuchte das Gymnasium in Barmen und studierte anschließend Rechtswissenschaft an den Universitäten zu Marburg, Bonn, Berlin und Jena. Am 30. Juli 1908 wurde er in Jena zum Dr. jur. promoviert (magna cum laude).
Aus gesundheitlichen Gründen konnte Erdmann zunächst keine Berufslaufbahn einschlagen. Er lebte als Privatier und dann zur Kur mehrere Jahre in Meran. Während dieser Zeit beschäftigte er sich intensiv mit rechtshistorischen Forschungen. Er verfasste eine Arbeit über die Ehe im antiken Griechenland, die von einer Preisaufgabe der Samson-Stiftung der Bayerischen Akademie der Wissenschaften herrührte. Bedingt durch seine Krankheit und Bibliotheksferne, die Kriegs- und Nachkriegswirren sowie die Inflationszeit konnte die Schrift erst 1934 erscheinen.
1928 erhielt Erdmann auf Initiative von Ernst Rabel eine Stelle an der Preußischen Akademie der Wissenschaften in Berlin, als Sekretär des Interpolationenindex. In Berlin hatte Erdmann günstige Bedingungen für wissenschaftliche Arbeit. Gemeinsam mit Georg H. Maier bearbeitete er das 23. Buch der Pandekten und beteiligte sich am Vocabularium Iurisprudentiae Romanae (VIR), für das er den Buchstaben L vorbereitete. In den 40er Jahren verfasste er mehrere Artikel für die Realencyclopädie der classischen Altertumswissenschaft (RE). 1939 wurde Erdmann an der Bibliothek des Juristischen Seminars der Berliner Universität als stellvertretender Direktor angestellt. Die angestrebte Assistentenstelle erhielt er nicht, weil die Parteistellen ihn nicht für linientreu genug hielten.
Nach dem Zweiten Weltkrieg erhielt Erdmann auch ein akademisches Lehramt. Auch wenn er schon in höherem Alter stand und wenig Lehrerfahrung hatte, wurde er als ausgewiesener Kenner der Rechtsgeschichte im Sommersemester 1946 mit der Abhaltung von Vorlesungen über Römisches Recht an der Humboldt-Universität beauftragt. Am 30. Juli 1947 habilitierte er sich für römisches Recht, am 29. Februar 1948 wurde er zum Professor mit Lehrauftrag dieses Faches ernannt. Wegen seiner Ferne zur herrschenden Ideologie (Erdmann verhielt sich zeitlebens apolitisch) wurde er an der Universität kaum anerkannt. Ein Wechsel an die Freie Universität Berlin, den Erdmann 1951 anstrebte, wurde wegen seines hohen Alters abgelehnt. 1952 wurde Erdmann an der Humboldt-Universität im Alter von 69 Jahren emeritiert. An der Berliner Akademie blieb er bis zu seinem Tod für das VIR tätig.
Erdmanns Forschungsschwerpunkt war das antike griechische Recht. Mit dem römischen Recht beschäftigte er sich nach seiner Dissertation nur noch gelegentlich in einzelnen Miszellen und Rezensionen. Ausgehend von seinem Hauptwerk Die Ehe im alten Griechenland (1934), das die Ehe nach den literarischen und epigraphischen Quellen von der archaischen bis zur klassischen Zeit behandelte, beschäftigte sich Erdmann mit der Entwicklung dieses Instituts im Hellenismus. Dazu bezog er vor allem Papyrusurkunden heran. Seine Studien erschienen in der Zeitschrift der Savigny-Stiftung für Rechtsgeschichte und in verschiedenen Sammelbänden.

## Schriften (Auswahl)
- Die Entwicklung Testierfreiheit im römischen Recht. Jena 1908 (Dissertation)
- Die Ehe im alten Griechenland. München 1934